# Columbia (Dakota Południowa)
Columbia – miasto w Stanach Zjednoczonych, w stanie Dakota Południowa, w hrabstwie Brown.